# José Luis Mosquera Losada
José Luis Mosquera Losada (Caracas, 10 marzo 1967) è un ex calciatore spagnolo con passaporto venezuelano.
Soprannominato Gallego, vinse per due volte il campionato di Segunda División, nel 1992 e nel 1995.

## Palmarès

### Competizioni nazionali
- Segunda División (Spagna): 2

Celta Vigo: 1991-1992
Merida: 1994-1995